# سیارک ۲۷۳۰۹
سیارک ۲۷۳۰۹ (به انگلیسی: 27309 Serenamccalla، نامگذاری:2000AC233)۲۷۳۰۹مین سیارک کشف شده‌است که در ۰۴ ژانویه ۲۰۰۰ کشف شد.